# Gens Atínia
La gens Atínia (en llatí Atinia gens) va ser una gens romana d'origen plebeu.
Cap dels seus membres va arribar al consolat. El primer d'aquesta gens que va exercir una magistratura rellevant va ser Gai Atini Labeó que era pretor l'any 188 aC. Tots els Atinii porten el cognomen Labeó.